# Хроника на Галаксиди
Хрониката на Галаксиди (на гръцки: Χρονικό του Γαλαξειδίου) е гръцка хроника съставена през 1703 г. и описваща подробно както историята на град Галаксиди на северния бряг на коринтския залив, така и на по-широкия му регион като общност, включително градовете Навпакт, Амфиса и Лидорики, т.е. левия бряг на река Морнос със северното крайбрежие на коринтския залив до патраския залив, където е изграден моста Рио Антирио. 
Хрониката е съставена през 1703 г. от йеромонаха Евтимий на димотики по незапазили се но достоверни други исторически източници и обхваща събитията от втората половина на X век до 1690 г. Хрониката е намерена е от гръцкия историк Константинос Сатас в местния манастир „Христос Спасител“ през 1864 г. и е публикувана веднага през следващата 1865 г. Оригиналният ръкопис на хрониката остава в племенниците на Константинос Сатас до 1967 г. и след някои спорове от 30 юни 1980 г. се съхранява в специална витрина в морския музей на Галаксиди. 
Хрониката на Галаксиди е ценен извор и за историята на България, започвайки изложението си с времето на цар Самуил, „когато яростно и не по християнски борбеният народ наречен българи, навлязъл в Гърция и с огън и меч подгонил християните и ги прогонил в Морея. Минавайки през Салона, българите го нападнаха от засада и половината от тях стигнаха до Галаксиди и взеха роби от селата като нападатели“. 